# Laredo (cigarro)
Laredo foi um kit de cigarro criado pela Brown & Williamson no começo de 1970. Ele era vendido com o slogan "If you want something done right, do it yourself". O kit contava com tabaco, um aparelho de plástico para fazer o cigarro, e também papéis de cigarro soltos e filtros. A marca de cigarro Laredo e um filtro eram colocados dentro do aparelho e então uma alavanca era puxada para comprimir o cigarro. Outra alavanca colocava o plug do cigarro e o filtro dentro de um papel de cigarro vazio para formar um cigarro caseiro.
De acordo com um fumante: "Invariavelmente o cigarro não era distribuído consistentemente, então cada cigarro era diferente - sempre ruim. Alguns eram tão finos e apertados que não havia maneiras de puxá-los. Alguns eram tão largos que eles tendiam a pegar fogo (ou o cigarro apenas fracassava)". O produto era eventualmente retirado do mercado.